# دهستان کرفتو
دهستان کرفتو نام دهستانی در بخش مرکزی شهرستان تکاب، استان آذربایجان غربی در ایران است. مرکز این دهستان، روستای قوجه می‌باشد.
بر اساس سرشماری مرکز آمار ایران در سال ۱۳۹۵، جمعیت این دهستان برابر با ۳٬۲۰۵ نفر (۸۸۵ خانوار) بوده‌است. 